# 정덕제
명 무종 정덕제(明 武宗 正德帝, 1491년 10월 26일(음력 9월 24일) ~ 1521년 4월 20일(음력 3월 14일))는 중국 명나라의 제10대 황제(재위 : 1505년 ~ 1521년)이다. 휘는 후조(厚照), 시호는 승천달도영숙예철소덕현공홍문사효의황제(承天達道英肅睿哲昭德顯功弘文思孝毅皇帝)이다.

## 생애

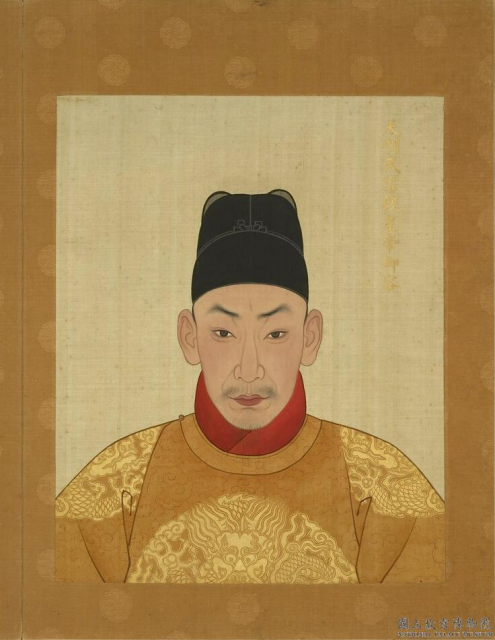
명 무종(武宗) 정덕제 상복(常服) 어진

홍치제(弘治帝)의 맏아들로서 어렸을 때부터 학문을 즐기고 총명하다는 평가를 받았으며, 활쏘기 등을 좋아하였다. 그러나 황제가 된 뒤로는 미색에 빠지고 팔호(八虎)와 같은 간신과 소인배들을 총애하였으며, 유교적 의례와 관습을 경시하였다. 뿐만 아니라 유근(劉瑾) 등의 환관을 가까이하고 라마교를 광신하였으며 유희를 좋아하여 국비를 낭비하였고 그로 인해 명나라 각지에서 농민들과 제후들의 반란이 끊이지 않았다.
그러나, 무종은 결단력이 있었고 과감하여, 유근을 처단하거나 안화왕(安化王)과 친척인 영왕(寧王)의 반란을 진압하고 몽골의 침입을 저지하였으며, 또한 여러 차례 재물을 내어 빈민을 구휼하였다. 그의 재위기간 동안에 그 아래에는 수많은 명신들이 존재하였는데 이 역시 그가 정치에 우둔하지 않았음을 보여주는 예이다. 또한 이 무렵 포르투갈의 내항(來航)이 시작되었다.
남순(南巡)에서 돌아오던 중 청강포에서 물놀이를 하다가 물에 빠진 뒤 건강이 악화되었으며, 북경에 돌아온 뒤 1521년(정덕 16년) 3월, 표방(豹房)에서 사망하였는데 그의 나이 31세였다. 모두 16년간 재위하였으며 강릉(康陵)에 묻혔다.
그는 후궁 마씨와의 사이에 연가 공주 1녀만 두어 아들이 없었기에 사촌동생인 주후총(朱厚熜)이 뒤를 이으니, 그가 가정제이다.

## 후대의 평가
명나라는 정통 연간 이후로 국세가 감소하였으나 정덕제는 군사력을 회복시키고, 환관 유근(劉瑾)을 처단하고 국경의 침입을 물리친 점에서 높은 평가를 받는다. 그러나 유희를 좋아하고 소인배들을 총애하였으며, 황제 스스로 본인에게 작위를 내리는 등 유교적 질서와 도덕을 어지럽혔다.
그러나 유능한 신하들을 기용하고 황제의 권력을 유지하였기 때문에 그들의 도움으로 국정을 유지할 수 있었으며, 비록 황제가 자유분방하였음에도 국가의 위기를 불러오지는 않을 수 있었다.

## 가족관계

### 조부모와 부모
- 조부 : 헌종 성화순황제(憲宗 成化純皇帝) 주견심(朱見深)
- 조모 : 효목황후(孝穆皇后) 기씨(紀氏)
- 부친 : 효종 홍치경황제(孝宗 弘治敬皇帝) 주우탱(朱祐樘)
- 모친 : 효성경황후(孝成敬皇后) 장씨(張氏)

### 황후
| 봉호       | 시호                    | 이름(성씨) | 재위년도        | 생몰년도        | 국구(장인/장모)                                             | 별칭  | 비고  |
| ---------- | ----------------------- | ---------- | --------------- | --------------- | ----------------------------------------------------------- | ----- | ----- |
| 황후(皇后) | 효정의황후 (孝靜毅皇后) | 하씨(夏氏) | 1506년 ~ 1521년 | 1492년 ~ 1535년 | 경양백(慶陽伯) 하유(夏儒) 경양백부인(慶陽伯夫人) 엽씨(葉氏) | [ 4 ] | [ 5 ] |

### 후궁
| 봉호       | 시호               | 이름(성씨)     | 생몰년도        | 국구(장인/장모)       | 별칭                                     | 비고 |
| ---------- | ------------------ | -------------- | --------------- | --------------------- | ---------------------------------------- | ---- |
| 덕비(德妃) | 숙혜덕비(淑惠德妃) | 오씨(吳氏)     | ? ~ 1539년      | 오양(吳讓)            |                                          |      |
| 현비(賢妃) | 영숙현비(榮淑賢妃) | 심씨(沈氏)     | 1492년 ~ 1542년 | 심전(沈傳) 시씨(施氏) |                                          |      |
| 비(妃)     |                    | 왕씨(王氏)     |                 |                       |                                          |      |
| 미인(美人) |                    | 유씨(劉氏)     |                 |                       | 유부인(劉夫人) 유희(劉姬) 유양녀(劉良女) |      |
|            |                    | 왕만당(王滿堂) |                 |                       |                                          |      |
|            |                    | 마희(馬姬)     |                 |                       |                                          |      |
|            |                    | 대씨(戴氏)     |                 |                       |                                          |      |
|            |                    | 두씨(杜氏)     |                 |                       |                                          |      |

## 기년과 연호
| 연호       | 사용기간 | 사용기간 | 년수 | 비고 |
| ---------- | -------- | -------- | ---- | ---- |
| 정덕(正德) | 1506년   | 1521년   | 16년 |      |